# Clutia imbricata
Clutia imbricata là một loài thực vật có hoa trong họ Peraceae. Loài này được E.Mey. ex Prain mô tả khoa học đầu tiên năm 1913.